# Радич, Бела
Бела Радич (Radics Béla, 1946 г.рожд.) — легендарный венгерский гитарист, основатель блюз-рок групп «Sakk-Matt», «Tűzkerék» и «Alligátor» и сооснователь команд «Pannónia» и «Taurus». Был признан лучшим гитаристом Венгрии 1970 года. В 2005 году в Будапеште ему был установлен памятник, а его имя было присвоено одной из улиц.

## Биография
Бела Радич родился в рабочем районе Будапешта Триполис. В детстве учился в музыкальной школе Святого Иштвана. Первую гитару ему купил отец осенью 1959 года. После средней школы учился на дизель-механика и параллельно работал с отцом на верфи и играл в заводском оркестре. Его отец умер в тот самый день, когда Бела получил профессиональный аттестат. С 1964 года он был участником группы «Sankó», которая к 1965 году переименовалась в «Atlantis», и первое время парню было сложно совмещать выступления с двухсменным графиком работы. Несмотря на то, что эта группа имела успех и летом 1965 года записала целых 4 сингла, к тому времени Радич уже вынашивал идею создать собственный ансамбль. В 1966 году три участника «Atlantis» — гитарист Бела Радич, бас-гитарист Золтан Беке и органист Дьёрдь Рожньои — отделились и образовали новую группу «Pannónia». К ним присоединились барабанщик Йожеф Стричек и гитарист Эрнё Поша. Однако уже через год Радич вышел из состава «Pannónia», чтобы организовать свой первый самостоятельный проект.
В итоге весной 1968 года Бела Радич создал команду «Sakk-Matt». В составе его группы были вокалист Альберт Хармат (Harmath Albert), бас-гитарист Лайош Миклошка (Miklóska Lajos), а также барабанщик Режё Хёниг (Hőnig Rezső) и ритм-гитарист Лайош Чуха (Csuha Lajos), ранее игравшие в «Sankó Beat Group», а сам Радич занимал место соло-гитариста. Дебютный концерт новой группы состоялся 1 мая 1968 года в Молодёжном парке Буды. Их шоу было беспрецедентным: музыканты поднимали гитары над головой, прыгали по сцене и ослепляли публику своими белоснежными улыбками. По сообщениям газет, на концерте было около 10 тысяч зрителей. В конце 1968 года Режё Хёниг ушёл в группу «Szivárvány» («Радуга»), и новым барабанщиком стал Ласло Варади (Váradi László) по кличке «Обвиняемый» (Vadölő), который ранее играл в «Scampolo» и в «Pannónia». Весной 1969 года группа обрела большую популярность, выступая в квартале Табан в центральном районе Будапешта на холме Геллерт. Их шоу начинались композицией «Bélázás», в которой призывалось: «Белу в партию, Белу в правительство!». Благодаря этому номеру они стали популярны и нашли себе постоянное прибежище и место для выступлений, которым стал дом культуры Danuvia. Там они давали концерты по выходным перед переполненным залом, исполняя песни британской блюз-рок-группы Cream и британского блюз-рокера Джими Хендрикса, на которые поэт-песенник Миклош Тибор сочинял для них венгерские тексты. Осенью 1969 года состав «Sakk-Matt» снова изменился: новым вокалистом стал Ференц Демьен из группы «Meteor». Впрочем, первая группа Белы Радича так и не смогла стать по-настоящему профессиональной командой, постепенно в ней нарастали противоречия, и в итоге она распалась 20 декабря 1969 года, дав прощальный концерт в клубе Kassák. После этого её участники разбрелись по разным коллективам, однако в 1972 году они встретились в театре на постановке мюзикла «Иисус Христос — суперзвезда». Лайош Чуха исполнил в этой постановке роль Иисуса, Лайош Миклошка — Иуды, Альберт Хармат — царя Ирода, а Режё Хёниг — все прочие мужские роли.
12 января 1970 года была создана группа «Tűzkerék» («Огненное Колесо»). В её состав вошли соло-гитарист Бела Радич, барабанщик Ласло Варади и бас-гитарист Лайош Шом (Som Lajos) из команды «Record». Название «Огненное Колесо» предложила подруга Ласло Варади Мария Виттек, скопировав его с названия альбома группы Cream «Wheels of Fire» (1968). В апреле к новой группе опять присоединился Ференц Демьен, который полгода был их вокалистом, а затем ушёл в «Bergendy». Как и «Sakk-Matt» новоиспечённая команда исполняла преимущественно западные хиты, в том числе Cream и Джими Хендрикса, также принято считать, что «Tűzkerék» первыми в Венгрии стали перепевать песни «Led Zeppelin». Музыканты выступали по выходным в различных клубах и ДК Будапешта, их концерты обычно проходили с 18 до 22 часов. Первые 2 часа музыканты исполняли рок-н-роллы, а вторые 2 часа — ритм-н-блюзы, и таким образом группа была «домом для всех стилей», где «каждый зритель получал свой слой музыки». 20 ноября 1970 года команда Белы Радича также дала концерт памяти Джими Хендрикса (он умер 18 сентября) в ДК Новый Пешт. К тому времени в музыкальной среде Радича называли не иначе как «Король Гитары» и «Лучший Ученик Джими Хендрикса», уважали за собственный стиль игры, харизму и творческие инстинкты. А молодёжный журнал (Ifjúsági Magazin) как обычно провёл опрос и в конце года по итогам голосования назвал Радича «лучшим гитаристом Венгрии 1970 года».
Концерты «Tűzkerék» проходили без какого-либо плана и состояли из сплошных импровизаций. Однако Радич на этот раз установил достаточно высокую профессиональную планку для других участников группы, и не все смогли её выдержать. Так летом 1970 года Радич распрощался с Ласло Варади и взял на его место молодого Дежё Дёме (Döme Dezső, 1953 г.рожд.). После этого Варади попытался войти в состав распадавшейся группы «Metro», но вскоре ушёл в запой и в итоге окончательно прекратил играть музыку. А осенью вместо Лайоша Шома, который перешёл в «Neoton», бас-гитаристом группы стал Андраш Сигети (Szigeti András). Но и тот не удержался на этом месте долго: в начале 1971 года его сменил Йожеф Кённью (Könnyű József). Также весной 1971 года в группе засветились два новых гитариста: Тибор Татраи из «Kárpátia» и Петер Чомош из «Hungária», которые вскоре ушли в недолговечный проект «JAM». Однако несмотря на все старания Радича, исполнение «Tűzkerék» продолжало оставаться на посредственном уровне, поэтому музыканты не могли делать записи на студии и принимать участие в конкурсах и фестивалях. С лета 1971 года выступления группы становились всё более бесцветными, из-за чего Радич пребывал в постоянном раздражении, но его набиравший обороты творческий кризис никто не замечал. Осенью 1971 года очередным бас-гитаристом группы стал Эгон Пока (Póka Egon, 1953 г.рожд.) из «Metro». Также в конце 1971 года в группу пришла клавишница Каталин Надь из девичьей группы «Beatrice». Но к тому времени «Tűzkerék» уже прочно «села на мель». В отчаянии Бела на несколько месяцев «ушёл в отпуск», во время которого пытался переосмыслись свою жизнь, читал книжки и даже медитировал. Группа была распущена, Кати Надь ушла в «Volán», а Эгон Пока в «Olympia».
В начале 1972 года Радич сколотил новую команду: бас-гитаристом стал Зольтан Киш (Kiss Zoltán) из «JAM», гитаристом Янош Барач (Baracs János) из «Woods», а барабанщиком Тамаш Немет (Németh Tamás) из «Mini». Но и с этими участниками «Tűzkerék» не смогла выплыть из болота, в котором увязла. Неожиданно Бела Радич узнал, что Лайош Шом и Ференц Балаж из «Neoton» создают новый проект «Taurus», который должен был стать первой венгерской хард-рок группой. Радич не мог упустить такой шанс и присоединился к их проекту, а прочие участники «Tűzkerék» разбрелись по другим коллективам: Золтан Киш ушёл в «Scampolo», а Янош Барач — в «Kex». В результате для Белы Радича группа «Taurus» стала вершиной его профессиональной карьеры: именно в этом коллективе он смог добиться наибольших успехов, несмотря на то, что группа записала всего два сингла, из которых только в создании «Zöld Csillag» («Зелёная звезда», 1972) он принял участие как автор. К сожалению, первая хард-рок группа Венгрии просуществовала всего один год и распалась из-за разногласий между участниками. В 1973 году Радич создал новый проект «Alligátor», в составе которого кроме него самого играли также барабанщик Андраш Кишфалуди из «M7», клавишник-саксофонист Ференц Паланкаи и бас-гитарист Ласло Клейн. Как и у всех предыдущих групп Радича, репертуар у «Аллигатора» состоял преимущественно из песен Cream и Джими Хендрикса, но на этот раз музыканты сочинили и несколько собственных номеров, в том числе «Napfényes napok», «Gonosz asszony» и «Csodálatos utazás». По сравнению с «Tűzkerék» звучание новой группы было более психоделическое и «наркотическое», поэтому спустя 9 месяцев «Alligátor» попал под запрет члена комитета по цензуре Петера Эрдёша. После этого Радич некоторое время был участником групп «Aréna» и «Nevada», основателем последней из которых был его бывший барабанщик Дежё Дёме.
В 1975 году Бела вместе с бас-гитаристом Тамашем Куном (Kun Tamás) сделал отчаянную попытку возродить своё главное детище «Tűzkerék», но и на этот раз им не удалось создать стабильный коллектив. 7 августа 1977 года в Молодёжном парке Буды перед тысячами поклонников прошёл совместный концерт-ностальгия бывших участников «Tűzkerék» и «Taurus». После этого Радич снова объединился с барабанщиком Дежё Дёме, который в 1975-76 годах продолжал играть в группе «Nevada», и бас-гитаристом Эгоном Пока, перед этим игравшим в «Juventus». В этом составе в 1978 году музыканты выступили на Малом Стадиона Будапешта (Kisstadion), а затем подготовили и записали альбом «Tűzkerék’78» из семи композиций, пять из которых были перепевками западных хитов. Но несмотря на то, что был даже заказан дизайн будущей обложки, их пластинка так и не увидела свет. 17 сентября 1978 года «Tűzkerék» дали мемориальный концерт памяти Джими Хендрикса в Молодёжном парке Буды, после чего Дежё Дёме и Эгон Пока также покинули Радича и ушли в «Hobo Blues Band».
Поняв, что у его проекта нет никакой перспективы, Бела Радич впал в депрессию и пристрастился к алкоголю. В 1979 году совместно с бас-гитаристом Тамашем Куном и барабанщиком Ласло Шолдошем они устроили концерт «Tűzkerék», но их команда представляла собой унылое зрелище. А следующий их концерт на Kisstadion’е в 1980 году вызвал полное разочарование у публики, было видно, что Радичу зрители аплодировали только из вежливости и уважения к его былым заслугам. Каждая очередная неудача негативным образом сказывалась на настроении гитариста, который снова и снова совершал бегство от самого себя в алкоголизм. В результате осенью 1982 года он был госпитализирован и умер 18 октября. Над его надгробьем его товарищи-музыканты исполнили эпитафию со словами: «Величайший венгерский гитарист всех времён. Пусть он осветит землю!» А 22 октября 2005 года на улице Gyöngyösi в 13-м районе Будапешта Радичу был установлен памятник, автором которого был скульптор Карой Ковач. Позднее одна из соседних улиц получила имя музыканта.